# Tänd ljus
"Tänd ljus" är en psalm vars text är skriven av Eyvind Skeie och översatt till svenska av Ylva Eggehorn. Musiken är skriven av Sigvald Tveit. 
Psalmen gavs ut 2006 för trestämmig kör (SAB) i häftet Psalmer i 2000-talet Allhelgonatid, advent och jul.

## Publicerad som
- Nr 856 i Psalmer i 2000-talet under rubriken "Jesus Kristus - människors räddning".